# Hannah och hennes systrar
Hannah och hennes systrar (originaltitel: Hannah and Her Sisters) är en dramakomedifilm från 1986. Den är skriven och regisserad av Woody Allen.

## Handling
Hannah (Mia Farrow), Holly (Dianne Wiest) och Lee (Barbara Hershey) är systrar. Hannah är gift med Elliot (Michael Caine), som förälskar sig i Lee, som bor ihop med den äldre konstnären Frederick (Max von Sydow). Holly misslyckas med att bli skådespelerska och börjar författa. Hon träffar TV-producenten Mickey (Woody Allen), en neurotisk hypokondriker.

## Rollista
- Mia Farrow – Hannah
- Barbara Hershey – Lee
- Dianne Wiest – Holly
- Michael Caine – Elliot
- Woody Allen – Mickey Sachs
- Carrie Fisher – April
- Maureen O’Sullivan – Norma
- Lloyd Nolan – Evan
- Max von Sydow – Frederick
- Daniel Stern – Dusty
- Julie Kavner – Gail
- Fred Melamed – Dr. Grey
- Joanna Gleason – Carol
- Bobby Short – Sig själv
- Lewis Black – Paul
- Julia Louis-Dreyfus – Mary
- Christian Clemenson – Larry
- J.T. Walsh – Ed Smythe
- John Turturro – Författare
- Rusty Magee – Ron
- Sam Waterston – David
- Tony Roberts – Norman

## Om filmen
För manuset till filmen fick Woody Allen en Oscar för bästa originalmanus. Michael Caine och Dianne Wiest vann varsin Oscar för bästa biroll.